# Théorie de la distinction optimale
 (octobre 2017).
Si vous disposez d'ouvrages ou d'articles de référence ou si vous connaissez des sites web de qualité traitant du thème abordé ici, merci de compléter l'article en donnant les références utiles à sa vérifiabilité et en les liant à la section « Notes et références ».
La théorie de la distinction optimale est une théorie en psychologie sociale cherchant à comprendre comment le positionnement se caractérise à l'extérieur et à l'intérieur d'un groupe. Elle affirme que les individus cherchent à trouver un équilibre entre l'identification et la différenciation, à l'intérieur d'un groupe et entre groupes sociaux eux-mêmes (Brewer, 2003). 
Ces deux tendances sont toujours en opposition l'une de l'autre, quand l'une est trop importante, l'autre doit baisser en conséquence pour compenser et inversement (Brewer, 1991). La théorie de la distinction optimale a été proposée pour la première fois par Marilynn Brewer (en) en 1991.

## Origine
La théorie de la distinction optimale se fonde sur la théorie de l'évolution (Brewer, 1999). Marilynn Brewer (1991, 1999) soutient que l'humanité, au cours de son évolution, s'est développée de manière à ne pas permettre aux individus de vivre seuls, sans groupe donné. Les individus doivent appartenir à des groupes pour survivre. La théorie de la distinction optimale indique que le caractère distinctif lui-même est le motif qui détermine la « sélection naturelle et la force des identités sociales » (Brewer, 2003) entre les groupes sociaux et satisfait, par identification à ce caractère, les individus.

## Principe
En s'appuyant sur cette thèse, la théorie de la distinction optimale suggère que l'élément, qui permet à un groupe d'être différent d'un autre groupe, doit être investi de manière équivalente par l'identification, qui est une tendance indépendante, mais de sens opposé à la distinction, dans l'identification du groupe (Brewer, 1991, 1999, 2003). Ainsi, cet élément caractéristique du groupe cible permet de se distinguer des autres groupes sociaux, et, dans le même temps, de se rapprocher des individus s'identifiant à ce groupe cible, par deux investissements psychiques opposés. Il y a donc un « continuum » caractérisé par l'unicité (d'un individu du groupe) à un extrême, indépendant de toute appartenance sociale, et la pleine homogénéité et appartenance, sans plus un seul signe distinctif, à l'autre. Les individus recherchent l'équilibre optimal entre ces deux extrêmes (que sont la distinction et l'identification) afin de maintenir une adhésion de groupe réussie et satisfaisante. 
Par conséquent, une « identité optimale » « satisfait le besoin d'appartenance au sein du groupe cible (par l'identification) tout en satisfaisant la nécessité d'un caractère distinctif entre le groupe et les groupes extérieurs », ce qui permet de distinguer ce groupe particulier des autres entités (Brewer, 1991, 2003, Sheldon & Bettencourt, 2002). Brewer affirme également que les individus ne se définiraient que par des identités sociales « distinctes et optimales » et refuseraient des identités trop assimilées ou trop différentes. Chaque expérience se « produisant au détriment de l'autre » (Sheldon & Bettencourt, 2002), cet équilibre est dynamique et corrige constamment les écarts par rapport à l'optimalité (Brewer, 1991, 2003). Les individus recherchent et maintiennent des membres du groupe qui permettent à cet équilibre d'être exploité à un niveau optimal, ce qui dépend du contexte social particulier (Brewer, 2003). 
Ce niveau optimal d'appartenance au groupe, selon la théorie, est associé au concept du soi positif (Brewer, 1991, 2003). En d'autres termes, on se définit et on se perçoit par ce qui nous distingue du groupe auquel on appartient. Dans une opposition, au contraire, on se définit et on se perçoit par ce qui nous distingue du groupe auquel on (ou le groupe auquel on appartient) est opposé.

## Implications
La théorie de la distinction optimale a été approfondie par la théorie de l'identité sociale et les modèles examinant le parti-pris et le favoritisme (Brewer, 1991, 1996, 2003). Ainsi, la théorie de l'identité sociale, proposée par Tajfel et Turner en 1979, décrit la base psychologique du parti pris et de la discrimination (Brewer, 1991 ; Twente, 2007). La théorie affirme que les individus ont des identités sociales multiples, qui interagissent avec d'autres personnes sur des niveaux différents, mais nécessaires (Twente, 2007). 
L'identité sociale est ainsi créée grâce à l'appartenance à des groupes. Tajfel et Turner (1986) ont suggéré que cette adhésion de groupe soit suffisante pour induire le favoritisme (ou tout du moins un biais positif) vers le groupe cible aux dépens des groupes extérieurs ou plus larges. Ce sentiment d'appartenance a été considéré comme un « caractère distinctif positif » (Tajfel & Turner, 1986) qui procure une estime de soi accrue fondée sur la nouvelle capacité des individus à s'exprimer comme un « Nous» en plus d'un « Je » (soit une identité collective et personnelle, Twente, 2007). Brewer a suggéré que l'augmentation de l'estime de soi pourrait découler de l'identité sociale davantage que du favoritisme. 